# Fruta

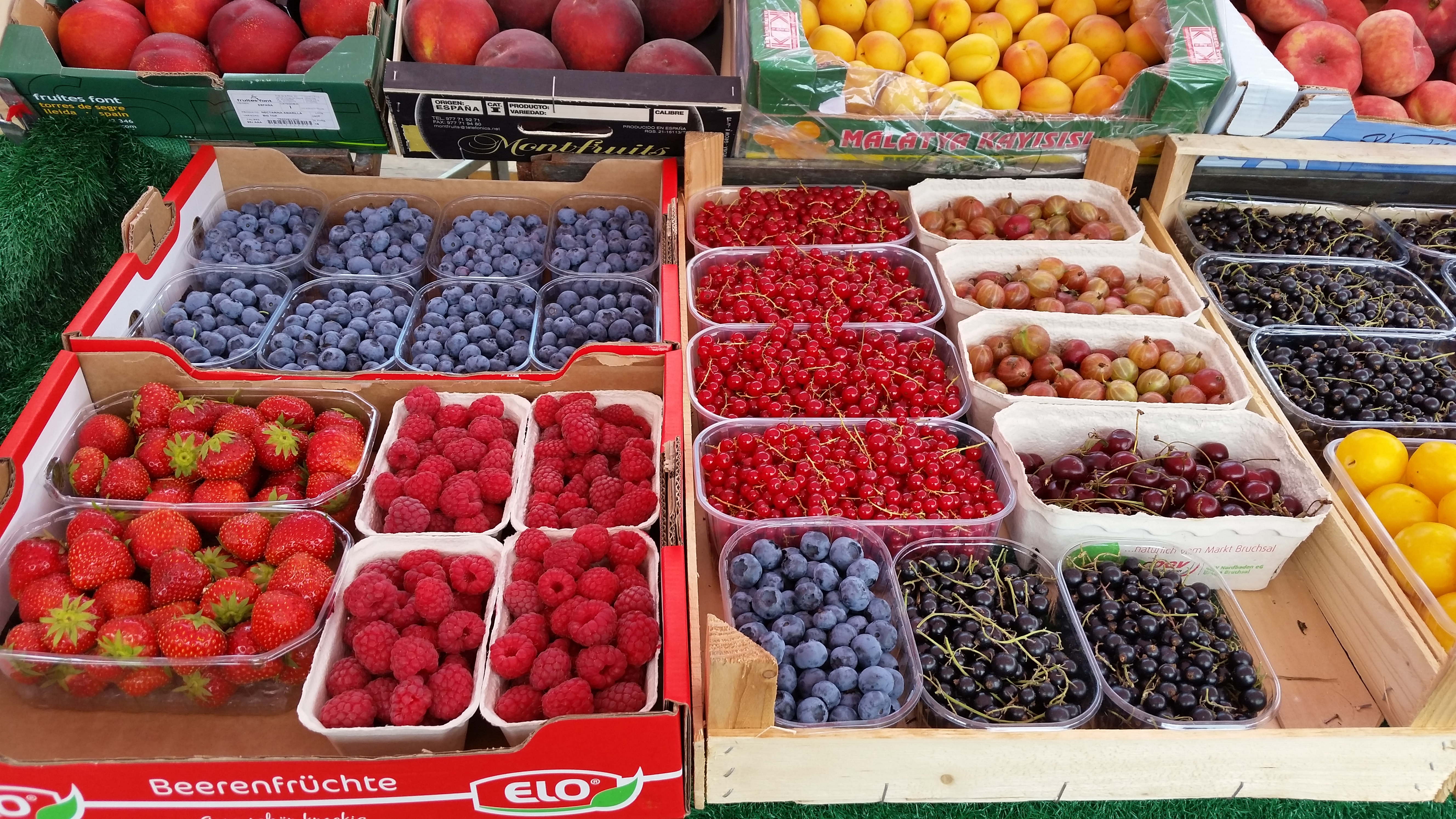
Frutas

Fruta é um conceito culinário, por oposição ao conceito de legume; um termo popular que, em geral, compreende os frutos e pseudofrutos comestíveis, de sabor adocicado e que são comercializados, ainda que haja autores que discordem desta definição, por ser, em suas opiniões, demasiado simplista. Há quem considere que alguns frutos, inegavelmente considerados frutas, não tem o sabor realmente adocicado, tais como o limão, o abacate e o tamarindo, dentre outros. Já alguns, como o tomate e o jiló, são considerados frutos, e não frutas.

## Galeria

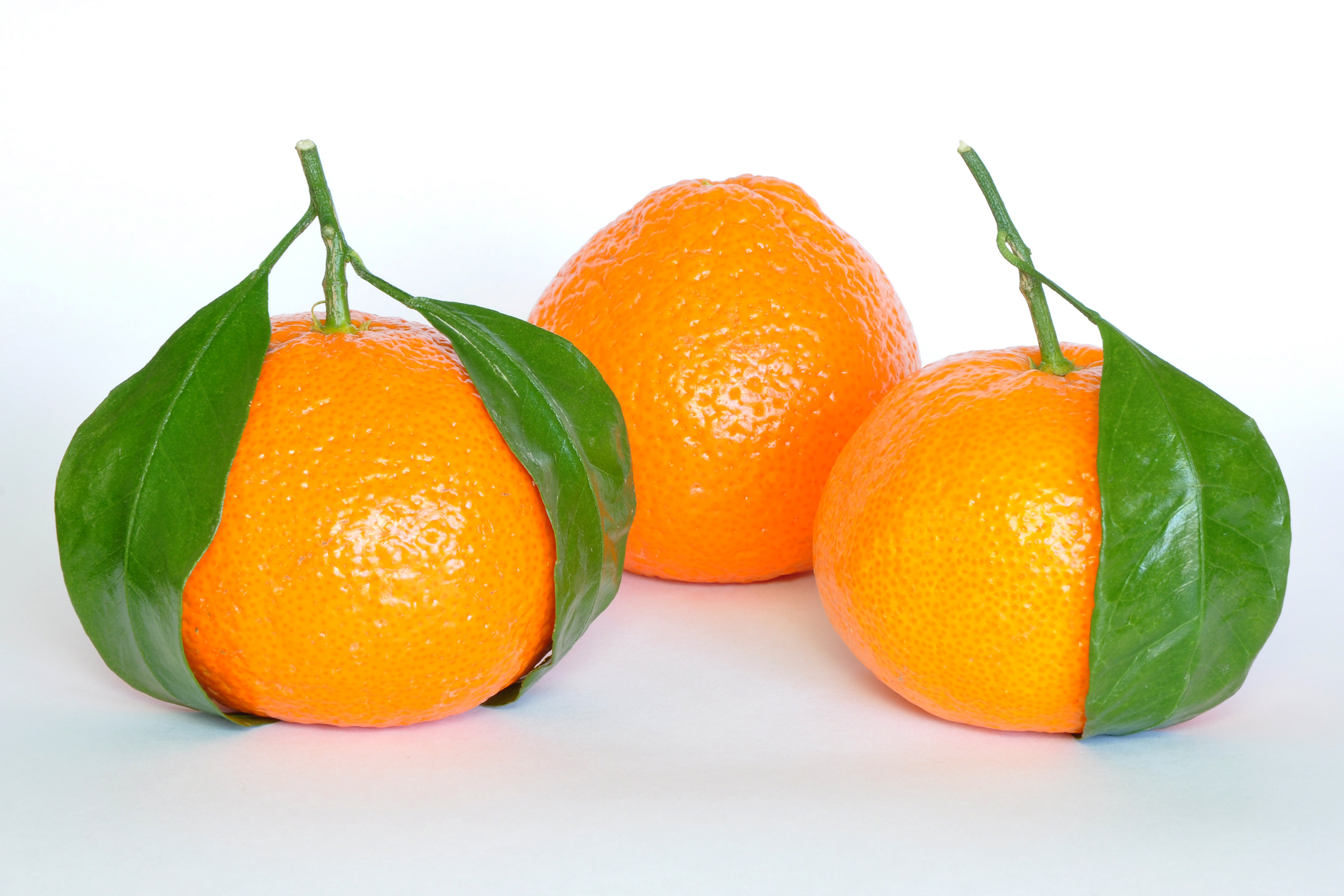
uma laranja de mandarim.

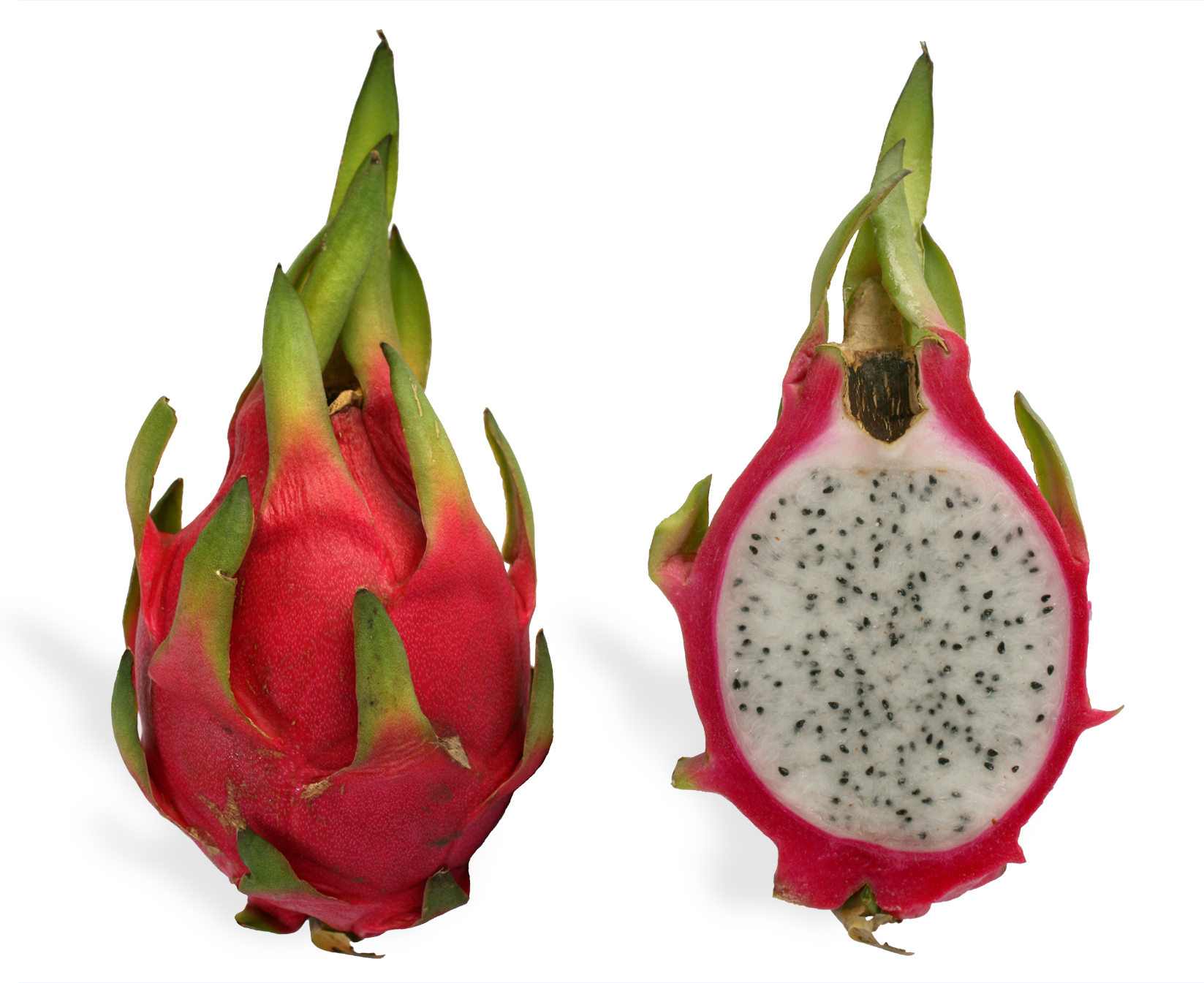
uma pitaia ou fruta do dragão.

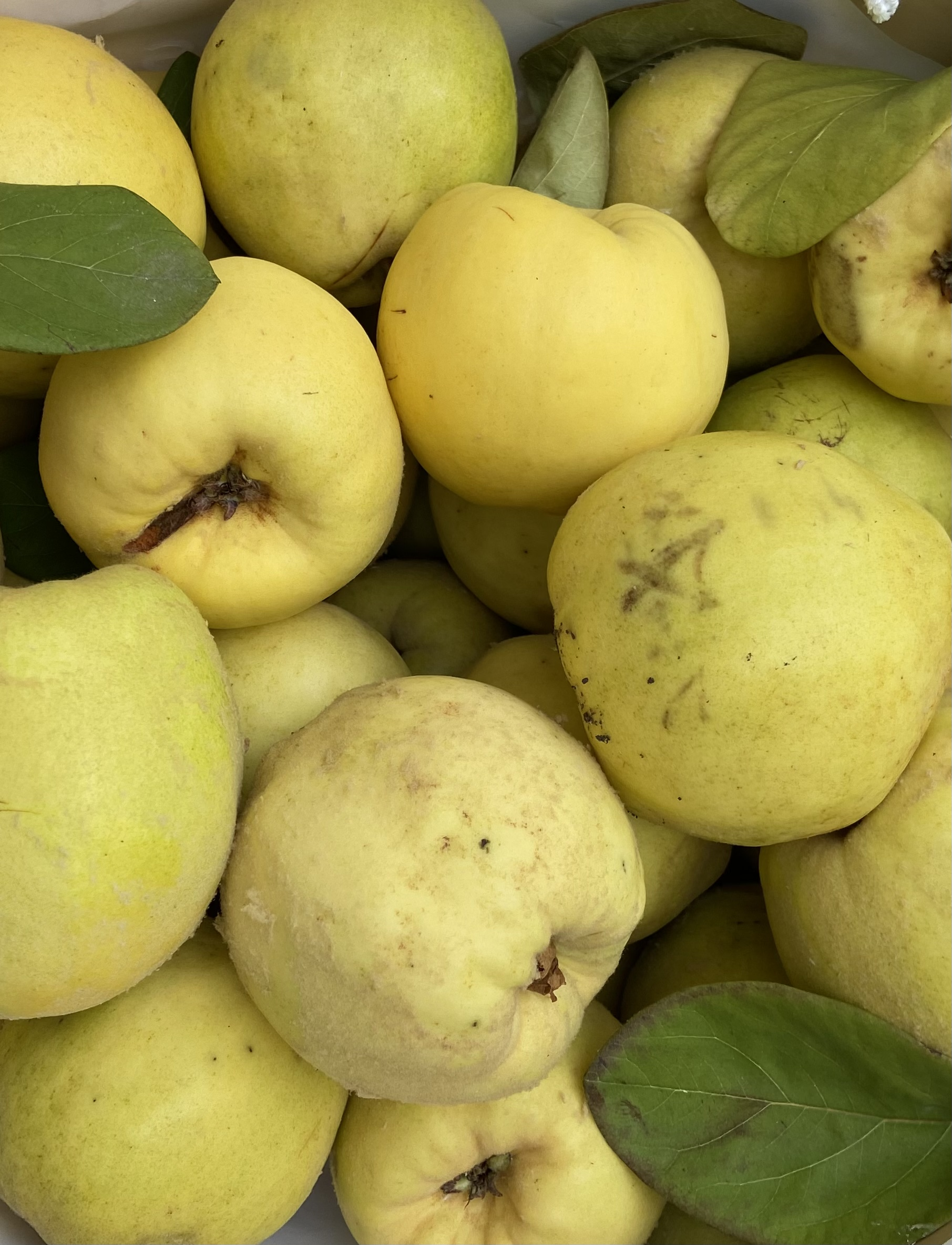
maçãs.